# 엘리자베트마르그리트 도를레앙 공녀

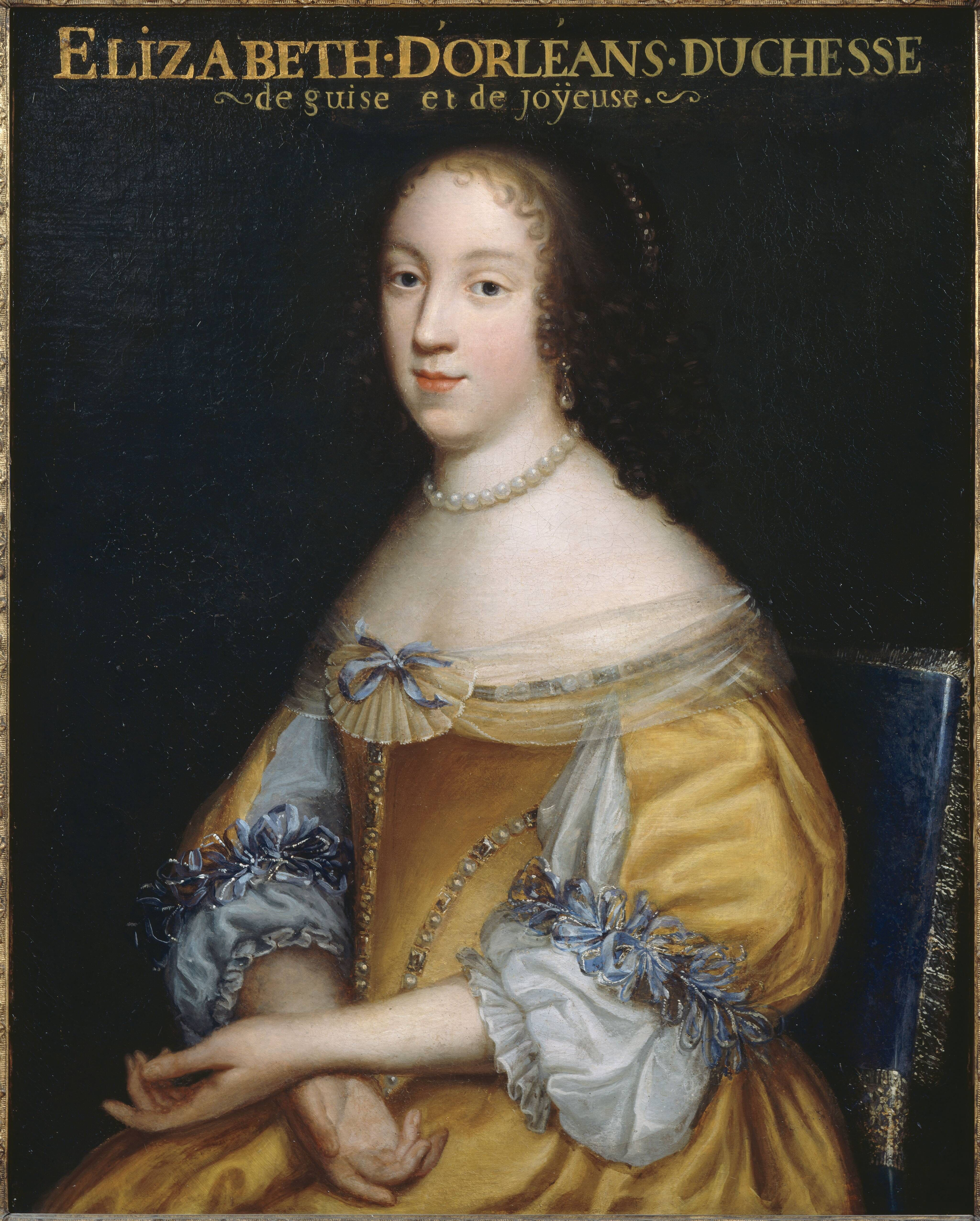
엘리자베트 마르그리트 오를레앙

오를레앙의 엘리자베트 마르그리트(프랑스어: Élisabeth Marguerite d'Orléans, 1646년 12월 26일 ~ 1696년 3월 17일)은 프랑스의 왕족이다. 오를레앙 공작 가스통과 로렌의 마르그리트 사이에서 태어난 셋째딸로 루이 14세의 사촌이기도 하다. 앙리 4세의 손녀로서 알랑송과 앙굴렘의 여공작이 되었다. 오를레앙의 이사벨로도 알려져 있다.

## 생애
엘리자베트는 마리 드 메디시스의 사후 그녀의 아버지에게 주어진 파리의 뤽상부르 궁전에서 태어났다. 그녀는 르미르몽의 수녀원장이 될 예정이었기 때문에 다른 자매들과는 달리 수녀원에서 자랐다.
엘리자베트는 기즈 가문의 수장인 루이 조제프 드 기즈와 생제르맹앙레에서 1667년 5월 15일 결혼했다. 그는 엘리자베트보다 네 살이 어렸고 신분도 엘리자베트에 못 미쳤다. 1671년 루이 조제프는 찰스 1세를 방문하고 돌아오는 길에 천연두에 걸려 죽고 말았다. 1672년 엘리자베트는 아들과 함께 뤽상부르 궁전으로 거처를 옮겼고, 그녀의 아들은 네 살이라는 어린 나이에 머리를 다쳐 죽었다.
엘리자베트는 루이 14세의 위그노 탄압을 지지했으며 그가 낭트 칙령을 폐지하자 자신의 영지에 개종을 위한 공간을 마련하고 그 지역의 위그노들을 개종시켰다.
1696년 루이 14세가 새로 지은 베르사유 궁전에서 죽었으며 그녀의 재산은 그때까지 살아남은 유일한 자매 마르그리트 루이즈에게 상속되었다.

## 자녀
- 프랑수아 드 기즈 공작(1670~1675)